# Aethaloperca rogaa
Cá mú miệng đỏ, cá mú nâu thẫm hay cá mú san (danh pháp khoa học: Aethaloperca rogaa) là loài cá biển duy nhất thuộc chi Aethaloperca trong họ Cá mú. Loài này được Peter Forsskål (1732-1763) mô tả lần đầu tiên dưới danh pháp Perca rogaa trong sách Descriptiones animalium: avium, amphibiorum, piscium, insectorum, vermium; quae in itinere orientali observavit Petrus Forskål (Mô tả động vật: chim, lưỡng cư, cá, côn trùng, giun; Quan sát của Peter Forsskål trên đường đến phương đông) và năm 1775 được Carsten Niebuhr biên tập và phát hành. Một số nghiên cứu năm 2007 và năm 2014, loài này được gộp vào chi Cephalopholis.

## Phân bố và môi trường sống
A. rogaa có phạm vi phân bố rộng khắp ở vùng biển Ấn Độ Dương và Tây Thái Bình Dương. Chúng được tìm thấy từ Biển Đỏ và vịnh Ba Tư, men dọc theo bờ biển Đông Phi trải dài xuống đến Nam Phi, bao gồm Madagascar và các nhóm đảo xung quanh; băng qua các nhỏm ở trung tâm Ấn Độ Dương, về phía đông đến khắp Đông Nam Á và tận đến quần đảo Phoenix; phía bắc đến Nam Honshu, Nhật Bản. A. rogaa sinh sống xung quanh các rạn san hô ven bờ và trong đầm phá, thường ở khu vực đáy bùn hoặc gần các hang động; độ sâu được ghi nhận là khoảng 60 m trở lại.

## Mô tả
A. rogaa trưởng thành đạt kích thước khoảng 60 cm. Thân của nó có màu nâu đen, đôi khi có phủ một lớp màu cam. Mõm có màu hồng nhạt đến đỏ thẫm. Bụng có một sọc màu nhạt. Cá con có viền trắng rộng trên vây đuôi và hẹp trên các vây còn lại. Cá con A. rogaa giống các loài cá thần tiên thuộc chi Centropyge.
Số gai ở vây lưng: 9; Số vây tia mềm ở vây lưng: 17 - 18; Số gai ở vây hậu môn: 3; Số vây tia mềm ở vây hậu môn: 8 - 9; Số vây tia mềm ở vây ngực: 17 - 18.
Thức ăn của A. rogaa là những loài cá nhỏ (bao gồm cả cá sóc vây đơn thuộc chi Pempheris), tôm chân miệng và động vật giáp xác khác. A. rogaa sinh sản trong suốt cả năm.
A. rogaa được đánh bắt để làm ngành thực phẩm.